# أم العلاء بنت يوسف
أمّ العلاء بنت يوسف الحجارية، نسبة إلى مدينة وادي الحجارة في شماليّ الأندلس، هي شاعرة أندلسية عاشت في القرن الخامس للهجرة (الحادي عشر للميلاد) من أصل أمازيغي .
أم العلاء بنت يوسف بن حور المجلسي الحجارية، ذكرها صاحب المغرب، وقال: من أهل المائة الخامسة.

## مختارات من شعرها
كان رجل أشيب قد عشق أمّ العلاء الحجاريّة فكتبت إليه:
في النسيب
في العتاب والاعتذار